# 東部大猩猩
東部大猩猩（学名：Gorilla beringei）是一種大猩猩，且是靈長目中體型最大的。目前東部大猩猩分為兩個亞種：東部低地大猩猩（G. b. graueri）是數目最多的，約有16000頭；山地大猩猩（G. b. beringei）則只有約700頭。另外亦有指在布溫迪森林的山地大猩猩族群是屬於第三個亞種，數量約佔山地大猩猩的一半。

## 身體特徵
東部大猩猩的頭大、胸闊及手長。牠的鼻扁，鼻孔很大。面部、手掌、腳掌及胸部都沒有毛。毛主要是黑色的，但成年雄性的背部有一束銀色的毛。當東部大猩猩漸漸老去時，毛亦會逐漸完全變成灰色，彷彿人類的白髮。東部低地大猩猩的毛較短及厚，而山地大猩猩的毛則呈藍色。雄性比雌性大很多。完全成長的雄性可以重170公斤。

## 分佈及棲息地
東部大猩猩出沒於剛果民主共和國、烏干達西南及盧旺達的低地及山地雨林，並亞山區森林，在盧阿拉巴河、愛德華湖及坦噶尼喀湖之內。東部大猩猩喜歡生活在密林當中。
東部大猩猩以細小的家庭為社會單位，數量可以多達40頭。一個族群是由一個雄性領袖所帶領，成員包括有幾頭雌性及子女。東部大猩猩並非疆界性的，族群生活的範圍可以與其他族群重疊。
東部大猩猩是白天活動及草食性的。牠們主要以生果、樹葉及樹枝為食物。牠們大部份時間都是在尋求食物及休息。

## 分類
東部大猩猩最小可以有兩個亞種：山地大猩猩及東部低地大猩猩。在布溫迪森林的細小族群在基因上與其他亞種不同，故有時被認為是獨立的亞種，但卻未有描述。
東部低地大猩猩及山地大猩猩過往被認為是西部大猩猩的亞種。但是從基因研究中發現，這兩個東部大猩猩的亞種之間較為接近，而西部低地大猩猩適合有獨立的分類。現時這兩個亞種都分類在東部大猩猩中。

## 與人類關係
東部大猩猩現時是瀕危物種。作為叢林肉被獵殺及棲息地的消失都是對牠們的危害。在一些國家公園中，尋找山地大猩猩是一種受歡迎的旅遊項目，這對牠們的保育均有正面及負面的影響。
相對於西部大猩猩，東部大猩猩很少會在動物園出現。安特衛普動物園可能是唯一有東部大猩猩的西方動物園。現時並未有飼養山地大猩猩。